# Deuteranopia

Centro: espectro normal. Abajo: espectro con deuteranopia.

Espectro que visualiza una persona con deuteranopía

La deuteranopía o deuteranopsia es una disfunción visual consistente en alteración para la percepción del color verde.
Los conos de la retina responsables de la recepción de luz con longitud de onda correspondiente al color verde están ausentes o no son funcionales. Por tanto existe una deficiencia a la hora de discriminar entre verde y rojo.
Existen gafas específicas para la optimización de la percepción de los colores aunque estas no corrigen ni curan la deuteranopía, pero permiten poder diferenciar con mayor exactitud la diferencia de colores o matices.

## Visión canina
La visión de los perros cuenta con deuteranopía, una forma de visión dicromática. En el caso de los humanos, esto se considera un daltonismo que afecta al rojo y verde, siendo estos percibidos como gris, pudiendo ver así únicamente tonalidades de amarillo y de azul.

## Otras características
La visión del perro parece estar enfocada en la caza: No permite ver los detalles tan claramente, pero permite una eficaz percepción de movimientos. Permite una excelente visión nocturna o crepuscular gracias al uso del tapetum lucidum (una pantalla reflectiva que se encuentra en el interior del ojo). El campo visual del perro se encuentra entre los 240 - 250 grados, bastante mayor que el humano, de aproximadamente 180 grados.